# Joaquín Lemoine
José Joaquín Lemoine (o Lemoyne) va ser un dels principals impulsors de la Revolució de Chuquisaca del 25 de maig de 1809. Després del fracàs del moviment, va lluitar a les forces de les Províncies Unides del Riu de la Plata fins a consolidar-se la llibertat de la seva nació.

## Biografia
Joaquín Lemoine va néixer a Chuquisaca el 20 de març de 1776. Es va educar a la ciutat i es va dedicar al comerç, sumant-se com molts veïns a les milícies locals. El 25 d'octubre de 1803 constava com a tinent de granaders de les Milícies d'Infanteria. Involucrat en el partit de la independència va haver d'emigrar el 1806 a Buenos Aires.

### La revolució de Chuquisaca
El 1809 va tornar a Chuquisaca, participant en el moviment del 25 de maig. El dia del moviment, Joaquín i el seu germà Juan Manuel van forçar, sabre en mà, la resistència dels frares del Temple de San Francisco, i van aconseguir accedir a la seva campana que van tocar convocant al veïnat a la plaça major.
Després de l'èxit del moviment, es van organitzar cossos armats en la seva defensa comandats per Juan Antonio Álvarez de Arenales. El I regiment d'infanteria va ser posat al comandament de Joaquín Lemoine, mentre que el III regiment de Plateros al de Juan Manuel, el seu germà. Amb l'objectiu dissimulat de fomentar la independència i el formal de transmetre les seves lleials intencions envers Ferran VII, i dur a terme tasques encomanades per l'Audiència, es van enviar emissaris a diferents ciutats, entre els quals hi havia Joaquín Lemoine, qui juntament amb Eustaquio Moldes va partir a Santa Cruz de la Sierra.
Vençuda la revolta, el 10 de febrer de 1810 el mariscal Vicente Nieto va manar prendre i incomunicar a tots els oidors de la Reial Audiència de Charcas, a Joaquín Lemoine, Juan Antonio Fernández, Juan Antonio Álvarez de Arenales, Domingo Aníbarro, Ángel Gutiérrez, Dr. Ángel Mariano Toro, Manuel de Zudáñez (qui va morir a la presó) i el seu germà Jaime de Zudáñez, Antonio Amaya, Dr. Bernardo Monteagudo, als francesos Marcos Miranda i José Sivilat i a uns altres més que van poder evadir-se.
El mariscal Vicente Nieto el va confinar a Salta al costat del seu germà, el seu fill Fortunato i Bernardo Monteagudo.
L'esposa de Lemoine, Maria Teresa Busts i Salamanca, amb qui s'havia casat el 1805, havia tingut també una participació activa en el moviment, venent fins i tot totes les seves joies per comprar pólvora i armes.
En descobrir Nieto l'actuació de Teresa Busts, va confiscar els seus béns i la va desterrar a Lagunilla en companyia dels seus cinc fills, encara petits, i allà va ser enviada a presó.
Va ser alliberada després dels triomfs de l'Exèrcit del Nord i es va incorporar de ple a la revolució. Derrotades les forces patriotes a Vilcapugio i Ayohúma, Teresa Busts va mantenir el contacte entre els patriotes a través d'un servent mut al que cosia els informes als folres de la roba. Va ser novament empresonada, condemnada a mort i forçada a presenciar l'execució dels seus companys. Es va allargar l'execució de la seva sentència i quan finalment li va ser commutada ja havia perdut la raó, morint al poc temps, el 1818.

### Campanya de l'Exèrcit del Nord
Joaquín Lemoine, per la seva banda, es va integrar a l'Exèrcit del Nord sota el comandament d'Antonio González Balcarce. Es va distingir i va ser ferit a la Batalla de Huaqui i a la de Tucumán, després de la qual va ser ascendit a capità el 26 d'octubre de 1812.

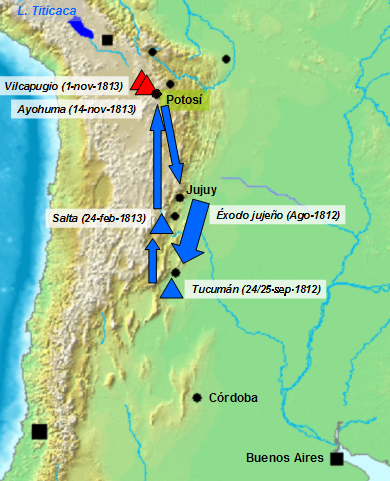
Segona Campanya a l'Alt Perú (1812-1813).

El 25 de maig de 1813 va ser ascendit a sergent major i va combatre a la batalla de Salta com a segon cap del batalló de Pardos i Morenos comandat per Superí.
El 29 de novembre de 1815 va ser designat Administrador de Correus de Chuquisaca pel general Martín Rodríguez i confirmat pel general José Rondeau.
Després de la derrota de Sipe Sipe va haver d'abandonar la seva pàtria i a Salta es va sumar a les forces de Martín Miguel de Güemes.

### A Buenos Aires
El 1818 va ser ajudant de camp del Congrés de Tucumán i el 10 d'abril de 1820 el van designar ajudant de camp durant el breu mandat del governador Manuel de Sarratea.
En produir-se l'Anarquia de l'Any XX es va allunyar de la política. A Buenos Aires es va casar amb Josefa Pavón, va instal·lar una fleca i va exercir diversos oficis per tal de sobreviure (va fabricar cigars, va ser fuster, etc.). El març de 1823 va obtenir el pagament que li corresponia pel seu servei.

### Últims anys
Després de la batalla d'Ayacucho Lemoine va tornar finalment a la seva pàtria. El 1835 va ser nomenat vocal del Tribunal de Comptes i el 1836 va exercir com a diputat a l'Assemblea Extraordinària. Va morir en Chuquisaca el 27 de juny de 1836. Les seves restes van ser enterrades a la capella del cementiri públic i traslladats el 1897 al Panteó dels Homes Notables.